# Agnapha fusca
Agnapha fusca är en insektsart som beskrevs av Brunner von Wattenwyl 1891. Agnapha fusca ingår i släktet Agnapha och familjen vårtbitare. Inga underarter finns listade i Catalogue of Life.